# 威廉·麦斯特的学徒岁月
《威廉·麦斯特的学徒岁月》（德語：Wilhelm Meisters Lehrjahre），中文名又将旧作译作：《威廉·迈斯特的戏剧使命》，是德国剧作家、诗人、神学家、自然科学家约翰·沃尔夫冈·冯·歌德（1749-1832）的著名作品。《学徒岁月》讲述了主人公威廉麦斯特为了追求戏剧事业，而离开家庭並追求个人成长的故事。《威廉·麦斯特》不仅是欧洲文学史上的一部杰作，同时也被视作魏玛古典主义文学和德国成长小说（Bildungsroman）的代表作品。《威廉·麦斯特》全书分为两部分：《威廉·麦斯特的学徒岁月》（后文简称《学徒岁月》）和《威廉·麦斯特的漫游岁月》。《学徒岁月》是全书的第一册，总共分为8本（原出版顺序为8册书，勿与现代出版时将全书分为两册作品的做法混淆）。

## 作品背景
《威廉·麦斯特的学徒岁月》是一部教育小说（源自于德文单词“Bildung”, 意为“教育” 与 “Roman”, 意为 「小说」 )。《学徒岁月》是继《少年维特的烦恼》( The Sorrows of Young Werther )之后，歌德创作的第二部小说。一般认为该书创作开始于18世纪20年代（即歌德20岁的时期），成书于18世纪90年代。

### 教育小说
教育小说在欧洲文学史上有悠久的发展历史：通常认为其起源于古代神话，然后发展为中世纪的浪漫小说和文艺复兴时期的流浪汉小说。在歌德的时期，教育小说受到浪漫主义文学、启蒙文学的影响，发展到一个高峰。通常而言，教育小说有相似的主题，即个人内在因素（天赋、才能、喜好、抱负）与外在影响（社会条件、家庭、财富、地位）如何影响我们的教育、如何形成我们的性格、以及如何实现我们潜能最大的发展。从这个方面来看，教育小说主要讨论的是教育方法与教育哲学。但是往往教育小说具有更广泛的意义，如《学徒岁月》深入讨论了个人成长与社会发展之间的联系。

### 狂飙突进运动
狂飙突进运动指的是发生在德国18世纪70至80年代的早期浪漫主义运动（译自德文： Sturm und Drang，英文翻译为Storm and Stress）。该运动强调个人情感的自由表达，试图摆脱启蒙运动理性主义思想的禁锢。歌德早期的时候是该运动的积极参与者与支持者，其直接产物就是他的早期戏剧Götz von Berlichingen与早期小说《少年维特的烦恼》。然而在《学徒岁月》中，我们需要注意到作者已经不再完全信奉狂飙突进运动的浪漫主义思想——个人对文学与艺术的激情并不能让主人公威廉摆脱社会现实的影响。

### 魏玛古典主义
魏玛古典主义（译自德文：Weimarer Klassik）现认为是指歌德的意大利之行（1786年）到其挚友席勒去世（1805年）的大致30年间。魏玛古典主义寻求浪漫主义、古典主义与启蒙运动思想的结合。但同时我们需要注意现代也有学者不认可将魏玛古典主义划分为一个独立的文学时期。在Simon Richter撰写的《魏玛古典主义文学》一书中，他对这一概念有这样的评价：

“（该划分的问题）在于这个假定的概念涵盖的文学家的数量如此有限...并且他们所处地域如此局限...；不仅如此，更主要的问题在于魏玛古典主义的特点与欧洲浪漫主义如出一辙。而在浪漫主义这一个确切的文学时期的背景下讨论魏玛古典主义并不会有任何不便...只有十九世纪的德国国家主义者才会想到去标榜魏玛古典主义（以此赞美歌德等早期德国浪漫主义作家）。”

## 作品情节
在《值得终身阅读的书：威廉·麦斯特的学徒岁月》一文中，作者Andrew Crumey对全书的情节进行了如下概括：
“这是一个关于（主人公威廉麦斯特的）教育和（他的）幻想如何破灭的故事；这是一部涵盖文学、哲学与政治思想的小说；这也是一部挑战传统文学类别的杰作。”
《威廉·麦斯特》大体上代表了教育小说共同的发展结构：“青少年时期--学徒时期--旅行时期”，而《学徒岁月》主要讲述的是主人公青少年和学徒时期的发展经历。值得注意的是，我们现在读到的《威廉·麦斯特的学徒岁月》一书事实上是歌德在初稿《威廉·迈斯特的戏剧使命》（译自德文：Wilhelm Meister theatralische Sendung 英文译作：Wihelm Meister's Theatrical Mission）的基础上广泛删改形成的。删改的主要内容其实进一步弱化了主人公威廉对戏剧的热情的正面影响，表明作者对狂飙突进运动的进一步疏离。而这一修改正是发生在歌德意大利之行之后。

## 拓展阅读
《意大利之行》Italienische Reise （页面存档备份，存于）意大利之行对歌德文学艺术的态度有深远的影响，他的游记主要记录在《意大利之行》一书中。